# バート・コールズ
バート・コールズ（Bert Coules）は主にBBCで多くの翻案やオリジナルの作品を製作した脚本家である。
代表作には、クライヴ・メリソンがシャーロック・ホームズを、そして故マイケル・ウィリアムズとアンドリュー・サックスとがジョン・H・ワトスンを演じた『シャーロック・ホームズシリーズ』のレィディオ・シリーズが挙げられる。彼はまた、フィリップ・マドックが主人公を演じる、エリス・ピーターズの小説『修道士カドフェル』の幾つかの脚色（en:Brother Cadfael#BBC Radio 4 Adaptations）を手掛けた。
彼はアーサー・コナン・ドイルと『ドクター・フー』のファンであることを公言している。

## 著作

### オリジナル作品
『ザ・ファーザー・アドヴェンチュアーズ・オブ・シャーロック・ホームズ』(The Further Adventures of Sherlock Holmes)
出演：クライヴ・メリソン / アンドリュー・サックス (全3シリーズ)
『フィアー・オン・フォー：ザ・マン・イン・ブラック』 (Fear on Four：The Man in Black)
3エピソード担当
『スピリッツの魔術師：ハリー・フーディーニの死と生』(A Magician Amongst the Spirits：The deaths and lives of Harry Houdini)

### 脚色
ラジオ劇場『アルジャーノンに花束を』
出演：トム・コートネイ
『ア・ウィザード・オブ・アースシー』 (A Wizard of Earthsea)
出演：マイケル・マローニー (Michael Maloney) / ジュディ・デンチ
『ザ・サーティナイン・ステップス』 (The Thirty-Nine Steps)
出演：デヴィッド・ロブ (David Robb) / トム・ベイカー (Tom Baker)
『ザ・スリー・ホスティジス』 (The Three Hostages)
出演：デヴィッド・ロブ / ハイドン・グウィン (Haydn Gwynne) / マイケル・マローニー / クライヴ・メリソン
『ミスター・スタンドファスト』 (Mr. Standfast)
出演：デヴィッド・ロブ / クライヴ・メリソン / ストルアン・ロジャー (Struan Rodger) / ジャスミン・ハイド (Jasmine Hyde) / ジョン・グローヴァー (Jon Glover)
『戦艦バウンティ号の叛乱』
出演：オリヴァー・リード / ロジャー・ダルトリー
『BBC完全版 シャーロック・ホームズ』
4長編(｢緋色の研究｣、｢四つの署名｣、｢恐怖の谷｣、｢バスカヴィル家の犬｣)と24短編の全作品
出演：クライヴ・メリソン (ホームズ) / マイケル・ウィリアムズ (ワトスン)
『リーバス』 (Rebus)
- 死体泥棒 (Resurrection Men)
- 滝 (The Falls)

『修道士カドフェル』
- 修道士の頭巾 (Monk's Hood)
- 氷の中の処女 (The Virgin in the Ice)
- 死者の身代金 (Dead Man's Ransom)

『ナヴァロンの要塞』
出演：トビー・スティーブンス